# Loureedia maroccana
Espèce
Loureedia maroccana est une espèce d'araignées aranéomorphes de la famille des Eresidae.

## Distribution
Cette espèce est endémique du Maroc. Elle se rencontre vers Sidi Boukhalkhal.

## Description
Le mâle décrit par Szűts et al. en 2023 mesure 8,77 mm.

## Systématique et taxinomie
Cette espèce a été décrite par Gál, Kovács, Bagyó, Vári et Prazsák en 2017. Elle est placée en synonymie avec Loureedia lucasi par Henriques, Miñano, Pérez-Zarcos, Řezáč, Rodríguez, Tamajón et Martínez-Avilés en 2018. Elle est relevée de synonymie par Szűts, Szabó, Zamani, Forman, Miller, Oger, Fabregat, Kovács et Gál en 2023.

## Étymologie
Son nom d'espèce lui a été donné en référence au lieu de sa découverte, le Maroc.

## Publication originale
- Gál, Kovács, Bagyó, Vári & Prazsák, 2017 : « A new Loureedia species on overgrazed former cork oak forest in Morocco (Araneae: Eresidae). » Animal Welfare, Ethology and Housing Systems, vol. 12, no 1, p. 11-19.